# Mark L. Polansky
Mark Lewis "Roman" Polansky (Paterson, 2 de junio de 1956) es un astronauta estadounidense que voló en las misiones STS-116, STS-127 y STS-98.

## Carrera
Polansky se graduó de la Universidad Purdue en 1978 con una licenciatura en ingeniería aeronáutica y astronáutica y tiene una maestría en el mismo campo.
Fue seleccionado como astronauta por la NASA en agosto de 1992, participando en las misiones STS-116, STS-127 y STS-98, pasando un total de 41,45 días en el espacio.